# Good Smile Company
GOOD SMILE COMPANY（日語：グッドスマイルカンパニー，縮寫：GSC）是一間日本製造公司，主要生產人形玩具，以及負責當中涉及的一切設計、生產及銷售事務。

## 公司發展
GOOD SMILE COMPANY社長安艺贵范起初是想創立一間藝能事務所，公司名稱「GOOD SMILE COMPANY」的意思是「讓女孩子們透過笑容傳達快樂給大家、並且和大家做朋友喔」，與模型並沒有關聯。
Max Factory社長MAX渡邊是GOOD SMILE COMPANY名下製作模型的名人；GSC以此為契機，開始參與Max Factory模型製作上的相關事務。從未接觸模型製作的安藝貴範認為是一件很厲害的事情，他希望能讓更多人了解模型的魅力和厲害之處。於是GSC從起初幫忙其他公司製作他們的模型，到後來開始製作自己的模型，轉型成為一所製造模型的公司。

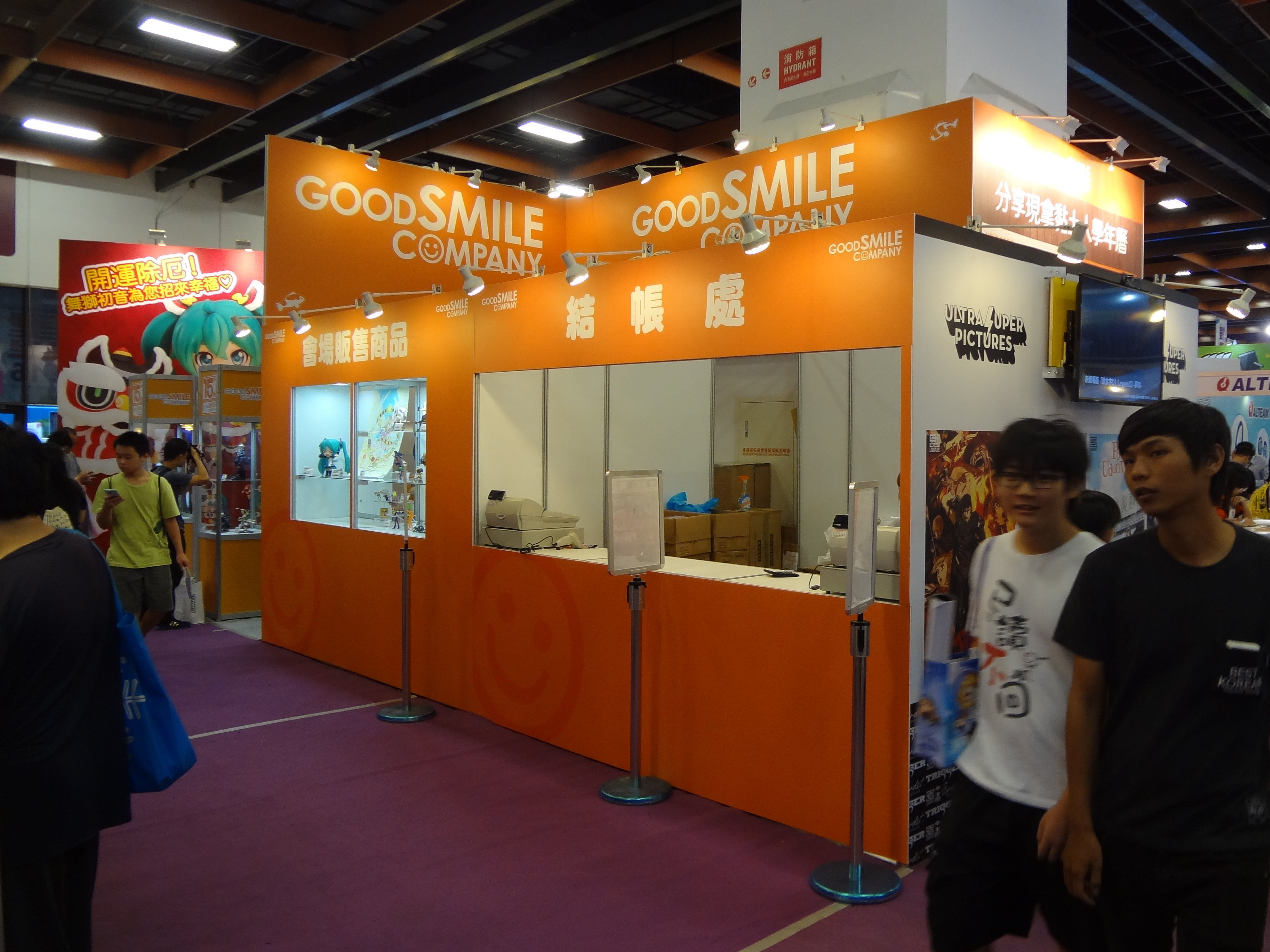
2016年（第17屆）漫畫博覽會，Good Smile Company攤位

安艺贵范認為，日本的模型市場是最大的，以往Good Smile Comapany重心也以日本為主。然而隨著互聯網的普及，外國顧客增多；因此GSC陸續在世界各地舉辦展覽，以更加了解各地的特色和顧客，積極推動國際化。

## 主要商品

### 比例模型
比例模型（スケールフィギュア，Scale Figure），主要以聚氯乙烯（PVC）材質製造。模型一般為1/8比例，也有部份是1/7或其他比例。

### 黏土人
黏土人（ねんどろいど，Nendoroid）系列是Good Smile Company於2006年起所推出的一系列SD版角色模型的商品總稱。頭身比約為2.5～3頭身，以強調角色的可愛特性為重點。其頭髮、表情、手腳為可動通用設計，玩家可以混合系列內不同套裝內的部件。

### 小黏土人
小黏土人（ねんどろいど ぷち，Nendoroid Petite）同樣是SD版角色模型，大小約為黏土人的一半。其頭髮、表情、手腳為可拆設計。

### figma
figma（フィグマ）是Max Factory企劃及開發、Good Smile Company發售的可動式人物模型系列，比例大約是1/12。

## 动画
参与制作的动画
- 企鵝美眉 （2008）
- 最后大魔王（2010）
- 侦探歌剧 少女福尔摩斯（2010）
- DOG DAYS
- 异国迷宫的十字路口 （2011）
- 我的朋友很少（2011）
- 战姬绝唱SYMPHOGEAR（2012）
- 那就是聲優！（2015） [3]
- 小魔女學園 魔法遊行 （2015） [4]

## 关联企业

### 聯屬公司
- Good Smile Racing Co., Ltd. （株式会社グッドスマイルレーシング)
- Good Smile Logistics&Solutions Co., Ltd.（株式会社グッドスマイルロジスティクス&ソリューションズ)
- Ultra Tokyo Connection (UTC)
- 良笑（上海）商貿有限公司
- ULTRA SUPER PICTURES（日语：ウルトラスーパーピクチャーズ）　 ()
  - SANZIGEN Inc.（日语：サンジゲン） ()
  - Ordet Co.,Ltd（日语：Ordet） ()
  - TRIGGER Inc. (株式会社トリガー)
  - LIDEN FILMS,Inc.（日语：ライデンフィルム） ()

### 同盟和分支機構
- 有限公司 MAX FACTORY
- 有限公司 Phat Company(ファット・カンパニー)
- 有限公司 NATIVE (ネイティブ)
- 有限公司 MAGES. Inc.（日语：MAGES.）
- 有限公司 Gift
- 有限公司 Penguin Parage(株式会社ペンギンパレード)
- 有限公司 FREEing(株式会社 FREEing)
- 有限公司 WING
- 有限公司 MEM
- 有限公司 HiTUBE (株式会社ハイチューブ)
- 有限公司 Aquamarine(株式会社アクアマリン)
- 有限公司 Milestone(株式会社マイルストン)
- 双翼社 (Wings Comaplany) (株式会社双翼)